# Резник, Николай Николаевич
Николай Николаевич Резник (15 апреля 1929, Летки — 3 марта 2001, Летки) — украинский советский художник кино; член Союзов художников и кинематографистов Украины. Муж художницы по костюмам Сталины Рудько, отец кинорежиссёра Галины Шигаевой.

## Биография
Родился 15 апреля 1929 года в селе Летках в крестьянской семье. В 1948 году окончил Киевское училище; в 1955 году — Львовский институт прикладного и декоративного искусства, где был учеником Иосифа Бокшая.
С 1955 года — художник-постановщик Киевской студии художественных фильмов. Жил в Киеве в доме по улице Довженко, № 8, квартира № 23 и в селе Летках в доме на переулке Рыбальском, № 7. Умер в Летках 3 марта 2001 года.

## Творчество
Работал в области театрального и киноискусства. Оформил кинокартины:
- «Дети солнца» (1956);
- «Ласточка» (1957);
- «Дорогой ценой» (1957);
- «Григорий Сковорода» (1958);
- «Когда начинается юность» (1959);
- «Концерт мастеров искусства» (1959);
- «Это было весной» (1959);
- «Солдатка» (1959);
- «Обыкновенная история» (1960);
- «Гулящая» (1961);
- «Мы, двое мужчин» (1962);
- «Сейм выходит из берегов» (1962);
- «Трое суток после бессмертия» (1963);
- «Наймичка» (1963);
- «Сон» (1964);
- «Нет неизвестных солдат» (1965);
- «Театр и поклонники» (1967);
- «Каменный крест» (1968);
- «Остров Волчий» (1969);
- «Сокровища пылающих скал» (1969);
- «Назовите ураган „Марией“» (1969);
- «Поезд в далёкий август» (1971);
- «Память земли» (1976, т/ф, 5 с);
- «Под созвездием Близнецов» (1978);
- «Красное поле» (1980);
- «Такая поздняя, такая тёплая осень» (1981, декоратор);
- «Вечера на хуторе близ Диканьки» (1983);
- «Рассказ барабанщика» (1985);
- «Жменяки» (1987);
- «Голубая роза» (1988);
- «Этюды о Врубеле» (1989);
- «Ведьма» (1990).

Участвовал в республиканских выставках с 1960 года, во всесоюзных — с 1959 года, в зарубежных — с 1958 года. Эскизы декораций к кинофильму «Дорогой ценой» демонстрировались в 1958 году в Берлине и Лондоне на выставке, посвященной 60-летию мирового кино, а в 1959 году — в Нью-Йорке на Всемирной выставке художников кино и театра вместе с эскизами его декораций к кинофильму «Когда начинается юность».